# رود نته
رود نته رودی است که از منطقه آیفل در جنوب نوربورگ سرچشمه می‌گیرد و به راین می‌ریزد. این رود از کشور آلمان می‌گذرد.